# Луций Арторий Пий Максим
Лу́ций Арто́рий Пий Ма́ксим (лат. Lucius Artorius Pius Maximus; умер после 299 года, Рим, Римская империя) — римский политический деятель из плебейского рода Арториев, занимавший в промежутке между 287 и 298 годом должность проконсула Азии.

## Биография
Известно, что Арторий Максим происходил из малоазиатского города Эфес. В 286 году он был назначен императорским легатом Келесирии. В промежутке между 287 и 298 годами Максим занимал должность проконсула провинции Азии. В 298—299 годах он находился на посту префекта Рима.